# تپه قشلاق آب باریک
تپه قشلاق آب باریک مربوط به دوران پیش از تاریخ ایران باستان - دوران‌های تاریخی پس از اسلام است و در شهرستان بیجار، بخش مرکزی، روستای دولت‌آباد واقع شده و این اثر در تاریخ ۲۴ فروردین ۱۳۸۲ با شمارهٔ ثبت ۸۰۷۲ به‌عنوان یکی از آثار ملی ایران به ثبت رسیده است.